# Zihlschlacht-Sitterdorf
Zihlschlacht-Sitterdorf är en kommun i distriktet Weinfelden i kantonen Thurgau, Schweiz. Kommunen har 2 612 invånare (2023).
Kommunen består av orterna Zihlschlacht och Sitterdorf samt kringliggande byar. Sitterdorf är en förort till Bischofszell.